# Laurids Nørgaard Bregendahl
Laurids Nørgaard Bregendahl (født 29. august 1811 i Skørping, død 25. juni 1872 i København) var en dansk jurist og politiker, der var formand for Folketinget 1859-1870.

## Baggrund
Bregendahl fødtes 1811 i Skørping ved Aalborg. Farfaderen havde været stavnsbunden bonde, som fik fribrev. Faderen, Albert Philip Bregendahl (f. 17. december 1771 på Oxholm på Øland), var præst, senest ved Vor Frelsers Kirke på Christianshavn, men dømtes i 1832 af Højesteret fra sit embede og døde i 1835; hans hustru var Karen Maria født Mørch.

## Uddannelse og karriere
Sønnen gik i Borgerdydskolen på Christianshavn, men dimitteredes privat 1829 og tog 1834 juridisk embedseksamen. Han blev samme år fuldmægtig hos byfoged Foss i Skælskør og fulgte i 1837 denne til Roskilde. Efter nogle måneders konstitution i Holsteinborg Birk var han i noget over tre år konstitueret byfoged og birkedommer i Sorø og blev derfra surnumerær assessor i Landsoverretten for Nørrejylland, i hvilken domstol han vedblev at have sæde lige til sin død.

## Ægteskab
Han ægtede der 10. oktober 1848 Louise Christiane Elisabeth Undall (16. marts 1823 i Viborg – 26. juni 1903 på Frederiksberg), datter af kammerherre I.C. Undall. Parret boede i den senere domprovstegård i Viborg.

## Politiker
Lige fra de første valg i oktober 1848 til den grundlovgivende rigsforsamling indtil 1872 repræsenterede han Viborg by (Viborg Amts 2. valgkreds), og det så vel i Rigsdagen som i Rigsrådet, ligesom han efter indførelsen af helstatsforfatningen i 1855 var en af rigsråderne for 3. kreds.
I tinget hørte han til de solide, dygtige arbejdskræfter, som uden at tage synderlig del i de storpolitiske debatter ofrede sig til alvorlig prøvelse af de mange vigtige lovforslag, og hvis udholdende arbejde hin periodes frodige lovgivningsvirksomhed skyldes. På den første rigsdagssamling var han medlem af og ordfører for udvalget om Værnepligtsloven. Af endnu større betydning var det initiativ, som han tog til stiftelsen af kreditforeninger; han indbragte forslaget derom, C.N. David var udvalgets ordfører, og efter at loven af 20. juni 1850 havde fastsat de almindelige regler, under hvilke kreditforeninger kunne opnå koncession, udstedte Bregendahl sammen med Jørgen Blach, M.P. Bruun og T.C. Dahl indbydelsen til at danne Kreditforeningen for jydske Landejendomsbesiddere, som fik sit sæde i Viborg, og hvis bestyrelsesformand han straks fra begyndelsen blev. Den betydning, som dette pengeinstitut har haft for Jyllands økonomiske udvikling, er uberegnelig, men Bregendahls fortjeneste omfatter alle landets kreditforeninger, og om han ikke havde andre adkomster, så ville alene dette gøre ham fortjent til at mindes med påskønnelse. Som politiker tilhørte Bregendahl den venstre fløj af det nationalliberale parti; han var en afgjort demokratisk natur og optrådte ingen sinde skarpt imod Bondevennerne. Det var også disse, som i december 1859, da C.E. Rotwitt var blevet chef for det kortvarige Venstreministerium, satte ham igennem som formand for Folketinget, hvilken stilling han beklædte i 11 år, ganske vist ikke altid med fin takt, men med megen dygtighed og med den umiskendeligste stræben efter upartiskhed; han udfyldte ganske sin plads på formandsstolen og savnedes ikke meget i debatten, hvor hans deltagelse vel altid havde været dygtig og forstandig, men ikke båret oppe af nogen veltalende form. Efter at det demokratiske parti i maj 1870 var blevet Det forenede Venstre og havde udstedt sit bekendte manifest, der er blevet udgangspunktet for hele den efterfølgende tids skarpe strid kendt som forfatningskampen, var Bregendahl imidlertid ikke længere ortodoks nok, og han blev afsat til bedste for Christopher Krabbe, hvem det var forbeholdt senere at lide samme skæbne. Denne tilsidesættelse gik Bregendahl nær til hjerte og bidrog sit til at forøge den sygdom, af hvilken han døde 25. juni 1872. Han nævnes i supplementet til Erslews Forfatter-Lexikon som forfatter til forskellige politiske lejlighedsskrifter, men disse er kun trykt som manuskript og var kun bestemt til uddeling blandt vælgerne. Han var 1859 blevet justitsråd, 1862 etatsråd, 1867 Kommandør af 2. grad Dannebrog.
Han er begravet på Garnisons Kirkegård.

## Gengivelser
Der findes et portrætmaleri af Constantin Hansen i Kreditforeningen i Viborg. Desuden portrætteret på sammes maleri af Den grundlovgivende Rigsforsamling (1860-64) på Frederiksborgmuseet. Træsnit bl.a. af H.P. Hansen 1870.